# Cheshire (formaggio)
Il Cheshire è un formaggio denso e friabile, prodotto nell'omonima contea inglese. Viene anche prodotto nelle due contee inglesi dello Shropshire e dello Staffordshire oltre che in quelle gallesi del Denbighshire e dello Flintshire.

## Storia
Il Cheshire è uno dei più antichi formaggi britannici. Il vero e proprio Cheshire fu invece menzionato per la prima volta, insieme a un formaggio dello Shropshire, da Thomas Muffet nel suo Health's Improvement (1580 ca.) La tradizione vuole che il Cheshire sia anche citato nel Domesday Book, tuttavia, tale ipotesi viene screditata da Andrew Dalby nel suo Cheese: A Global History.
Il Cheshire era il formaggio più popolare in commercio alla fine del diciottesimo secolo. Nel 1758 la Royal Navy inglese ordinò che le navi fossero rifornite con formaggi Cheshire e Gloucester. Nel 1823, la produzione di formaggio del Cheshire fu stimata a 10000 t all'anno, mentre negli anni settanta dell'Ottocento, si giunse a produrre 12000 t all'anno del prodotto caseario.
Fino alla fine del diciannovesimo secolo, le diverse varietà di formaggi del Cheshire venivano lasciate stagionare affinché potessero resistere durante i tragitti commerciali fino a Londra. Il formaggio meno stagionato e più fresco e friabile, che richiedeva una conservazione più breve, simile al formaggio Cheshire di oggi, iniziò a guadagnare popolarità verso la fine dello stesso secolo, in particolare nelle aree industriali del nord dell'Inghilterra e delle Midlands. Era un formaggio più economico da fare in quanto richiedeva meno spazio per la conservazione.
Le vendite di formaggio del Cheshire svettarono intorno agli anni sessanta del Novecento, quando si arrivò a produrne circa 40000 t all'anno. In seguito, la presenza di altri concorrenti causò una drastica riduzione della produzione del formaggio Cheshire. Nonostante ciò, il Cheshire resta il formaggio friabile più venduto nel Regno Unito: se ne vendono circa 6000 t all'anno.
La contea di Cheshire rimane un importante centro per il formaggio e detiene gli International Cheese Awards di Nantwich.

## Caratteristiche
Il formaggio del Cheshire è denso e semiduro, ed è caratterizzato da una consistenza umida e friabile e dal sapore leggermente salato. Le versioni industriali tendono ad essere più asciutte e meno friabili, rendendolo simile a un formaggio Cheddar delicato, perché ciò lo rende più facile da lavorare rispetto al formaggio con la consistenza tradizionale. La famiglia di formaggi del Cheshire è un gruppo distinto che include altri formaggi friabili del nord dell'Inghilterra quali il Wensleydale e la variante friabile del Lancashire.
Il formaggio del Cheshire è disponibile in tre varietà: rosso, bianco e blu. La versione bianca normale originale rappresenta la maggior parte della produzione.

### Red Cheshire
Il Red Cheshire, che è colorato con un annatto arancio, è stato sviluppato sulle colline del Galles del Nord e viene venduto ai viaggiatori sulla strada per Holyhead. Questo commercio ha avuto un tale successo che i viaggiatori arrivarono a credere che tutto il formaggio del Cheshire fosse arancione e che i produttori della sua regione natale fossero obbligati a tingere il formaggio per soddisfare le aspettative del mercato.

### Blue Cheshire
Il Blue Cheshire ha venature blu come lo Stilton o lo Shropshire Blue, ma è meno cremoso dello Stilton e non presenta un colore arancione come lo è lo Shropshire Blue. Storicamente, è stato fra i favoriti nei club londinesi dal periodo georgiano. Ha una lunga storia, ma la sua produzione cessò alla fine degli anni ottanta. Recentemente il Blue Cheshire è stato riproposto da diversi produttori in Inghilterra.